# منتخب بيرو لكأس ديفيز
منتخب بيرو لكأس ديفيز (بالإسبانية: Equipo de Copa Davis del Perú)‏ هو ممثل بيرو الرسمي في كرة المضرب في كأس ديفيز.